# Teritorijalna odbrana
Le Forze di difesa territoriale (in serbo-croato Teritorijalna odbrana, TO) erano una delle quattro forze armate della Repubblica socialista federale di Jugoslavia. Costituivano una milizia di riserva indipendente dagli altri rami e autonoma nell'addestramento e nell'organizzazione, che era affidata a ciascuna delle Repubbliche federate. 

## Storia
Nel 1948, in seguito al dissidio tra Tito e Stalin la Jugoslavia restò un paese socialista, ma si rifiutò di entrare nel Patto di Varsavia e di sottomettersi al dominio di Mosca, adottando invece una politica di neutralità e di equidistanza dai blocchi e diventando uno dei fondatori del Movimento dei Paesi Non Allineati. Nel 1968, in seguito all'invasione sovietica della Cecoslovacchia, la dirigenza jugoslava temette la possibilità di un'aggressione sovietica, che le forze convenzionali di un piccolo paese non sarebbero riuscite a respingere. La minaccia era concreta, dato che la posizione della Jugoslavia era strategica sia nei confronti del Patto di Varsavia che della NATO e dunque sarebbe stata sicuramente invasa nel caso di un nuovo conflitto mondiale.
La nuova dottrina militare formulata nel 1969 con la Legge di Difesa Nazionale si ispirava al massiccio movimento di Resistenza partigiana che si era sviluppato in Jugoslavia durante la Seconda guerra mondiale e che era riuscito, caso unico tra tutte le Nazioni alleate, a liberare il paese quasi esclusivamente con le proprie forze (questo fatto risultò poi importante nel mantenimento dell'indipendenza politica del paese).
La dottrina militare di Difesa Totale Nazionale si basava sulla trasformazione, in caso di invasione, della popolazione sia maschile che femminile in un monolitico esercito di resistenza che avrebbe combattuto l'aggressore con tattiche di guerriglia. Le forze di difesa territoriale sarebbero state organizzate con piccole compagnie di stanza in ogni Comune, formate dai residenti dello stesso, equipaggiate con armamento leggero di fanteria, che avrebbero sfruttato la conoscenza del terreno, mantenendo nel frattempo la produzione bellica nelle fabbriche. Le unità di difesa territoriali più grandi erano equipaggiate con cannoni antiaerei e artiglieria, mentre quelle di stanza sulla costa con cannoniere e altre piccole imbarcazioni e squadre di sommozzatori per azioni di sabotaggio.

## Scioglimento
All'inizio degli anni '90, con la dissoluzione della Jugoslavia e l'emergere del nazionalismo serbo all'interno dell'Armata popolare jugoslava (molti ufficiali e soldati non-serbi abbandonarono l'esercito), le Forze di difesa territoriale, grazie alla decentralizzazione della struttura di comando, parteciparono alle guerre jugoslave, aiutando con successo Slovenia, Croazia, Bosnia ed Erzegovina, a secedere dal governo centrale. Dopo lo scioglimento della Jugoslavia la difesa territoriale fu sciolta e i suoi membri integrati negli eserciti nazionali dei neonati paesi balcanici.